# Список православних єпископів Переяславських і Переяслав-Хмельницьких
Список єпископів Переяславських і Переяслав-Хмельницьких, що перебували чи перебувають у різних юрисдикціях Православної церкви, а саме у Константинопольському патріархаті, Російській православній церкві, УАПЦ, Українському екзархаті РПЦ, УПЦ (МП), Православній церкві України та канонічно ізольованих спільнотах.

## Переяславська єпархія Константинопольського патріархату
1. Леонтій (1054-1061)
2. Петро (згадується у 1072 році)

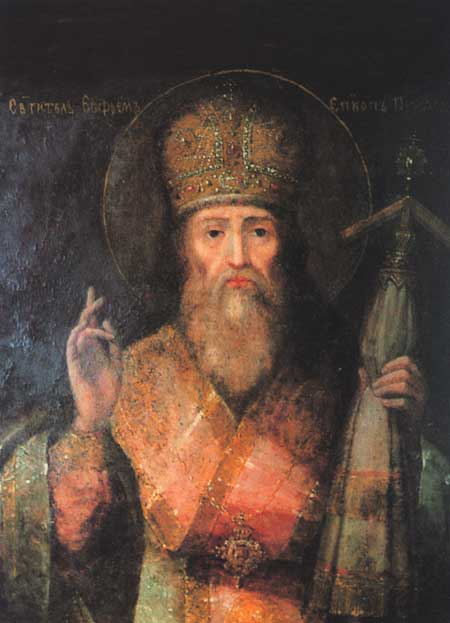
Святий Єфрем Переяславський

3. Миколай (до єпископства був ченцем Києво-Печерської Лаври, імовірний наступник єпископа Петра)
4. Святий Єфрем Переяславський (грек, бл. 1089 — 1105)
5. Симеон (?-?)
6. Лазар (до єпископства був ігуменом Видубицького монастиря, 12 листопада 1105 — 6 вересня 1117)
7. Сильвестр (до єпископства був ігуменом Видубицького монастиря, 1 січня 1118 — 12 квітня 1123)
8. Йоан I (1123-1126)
8. Марк (4 жовтня 1126 — 6 січня 1134)
9. Макарій (1134 — 1141)
10. Євфимій (1141-1156)
11. Василій (1157-1168)
12. Антоній (згадується у 1168)
13. Павло (поставлений у 1198)
14. Симеон (1223-вбитий татарами під час розорення Переяслава у 1239)
Після цього єпархія КПЦ припинила своє існування.

## Переяславська і Сарайська єпархія
Феодор (1239-1269)
Феогност (1269-1279)

## У дореволюційній Російській православній церкві

### Вікаріат Київської єпархії
Захарія (Корнилович) (1 жовтня 1700 — 28 серпня 1715)
Кирило (Шумлянський) (єпископ Луцький, вигнаний уніатами, керував Переяславським вікаріатом з 28 серпня 1715 до 20 листопада 1726)
Йоаким (Струков) (4 червня 1727 — 8 червня 1730, переведений на Воронезьку кафедру)
Варлаам (Леницький) (кінець 1730 — 13 квітня 1731, переведений на Псковську кафедру)

### Переяславська і Бориспільська єпархія

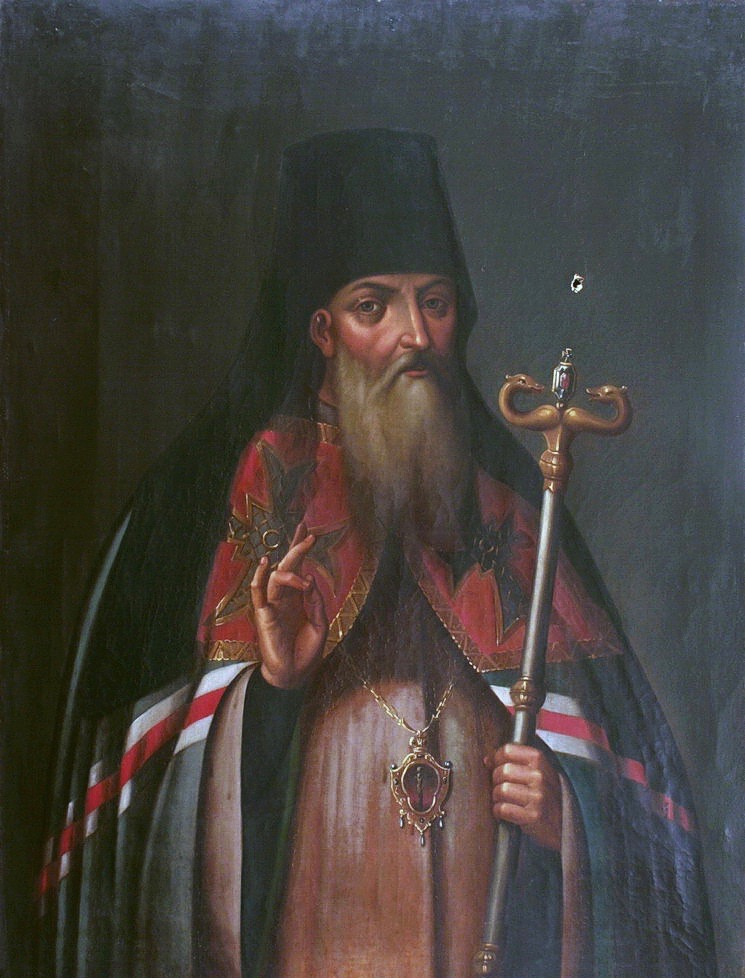
Арсеній (Берло)

Арсеній (Берло) (28 січня 1733 — 2 жовтня 1735, 3 січня 1736 — 7 червня 1744)
Никодим (Скребницький) (2 лютого 1745 — 12 червня 1751)
Сильвестр (Іванов) (1751—1753) в/о, ієромонах
Іоанн (Козлович) (7 березня 1753 — 16 березня 1757)
Гервасій (Линцевський) (27 липня 1757 — 22 грудня 1769)
Йов (Базилевич) (31 жовтня 1770 — 2 травня 1776)
Іларіон (Кондратковський) (17 липня 1776 — 27 березня 1785)

### Вікаріат Київської єпархії
Віктор (Садковський) (9 червня 1785 — 12 квітня 1793)
Димитрій (Устимович) (14 серпня 1793 — 1 травня 1795)
Амфілохій (Леонтович) (24 червня 1795 — 1 липня 1799)

### Малоросійська і Переяславська єпархія
Сильвестр (Лебединський) (25 вересня 1799 — 17 грудня 1803)

### Полтавська і Переяславська єпархія
(1803-1937)

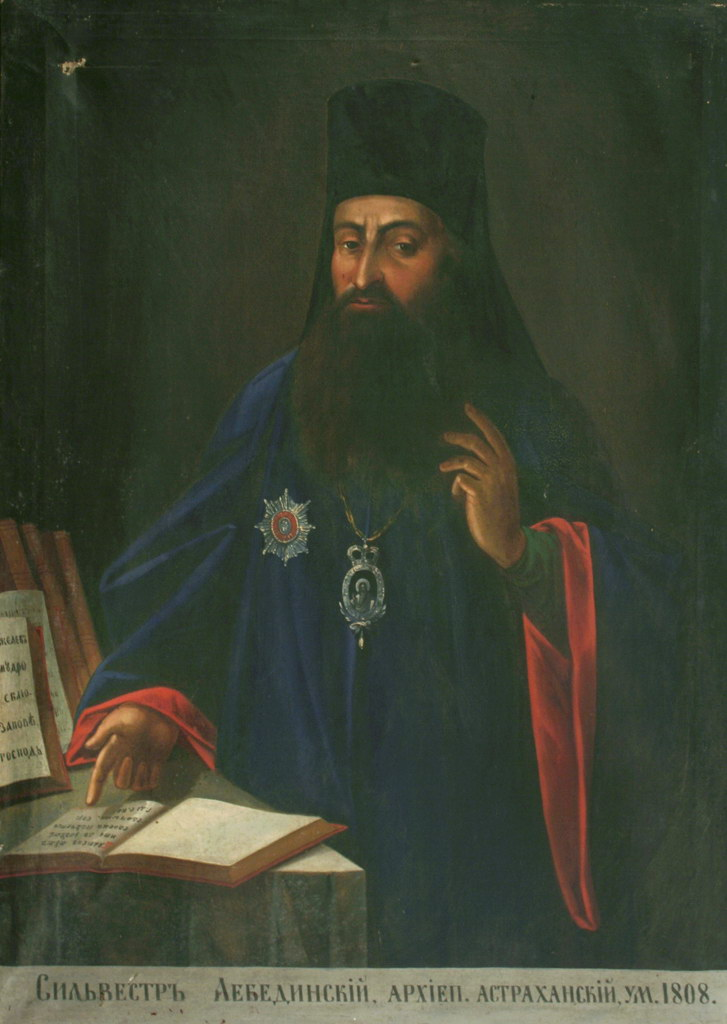
Сильвестр (Лебединський)

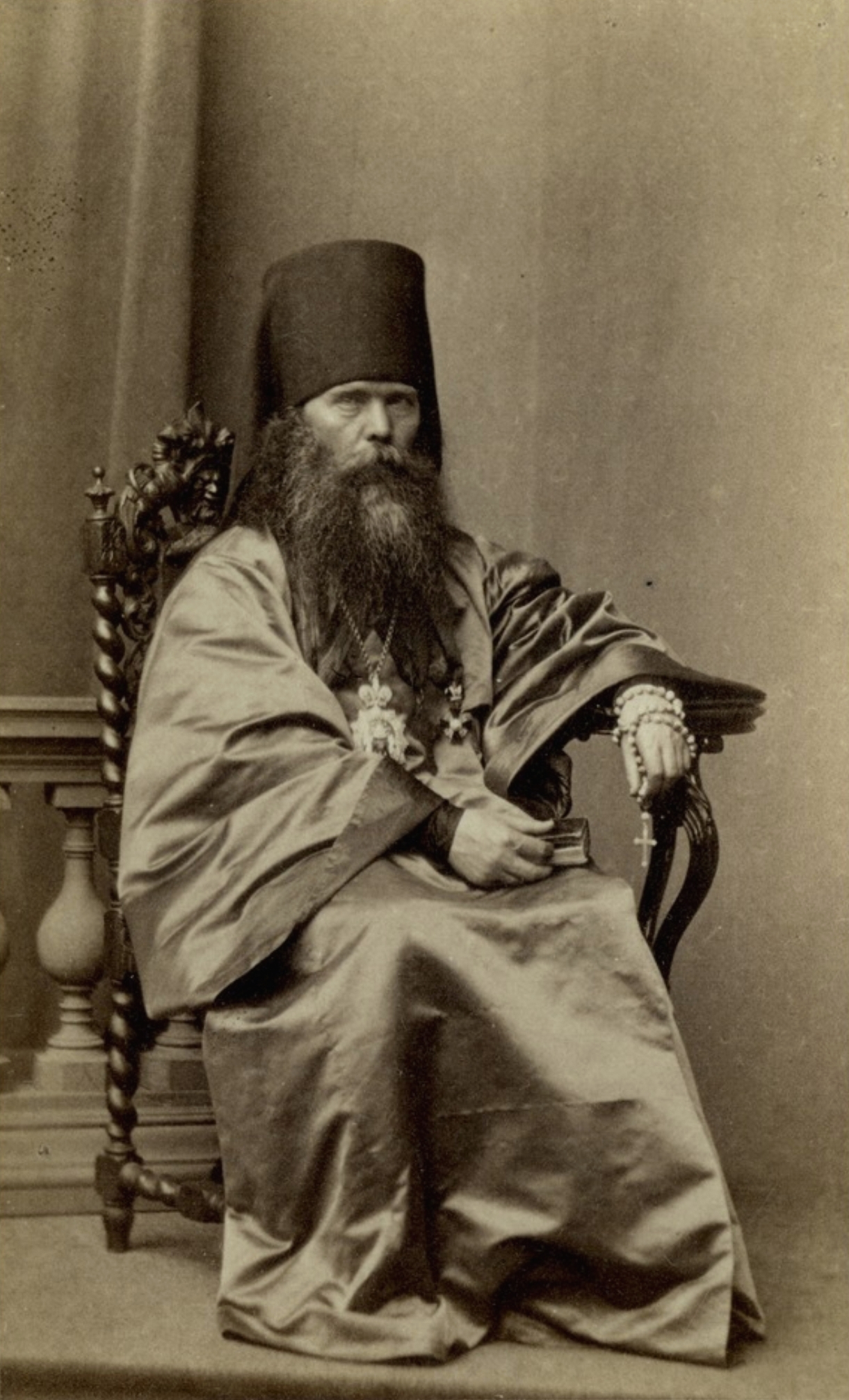
Іоан (Петін)

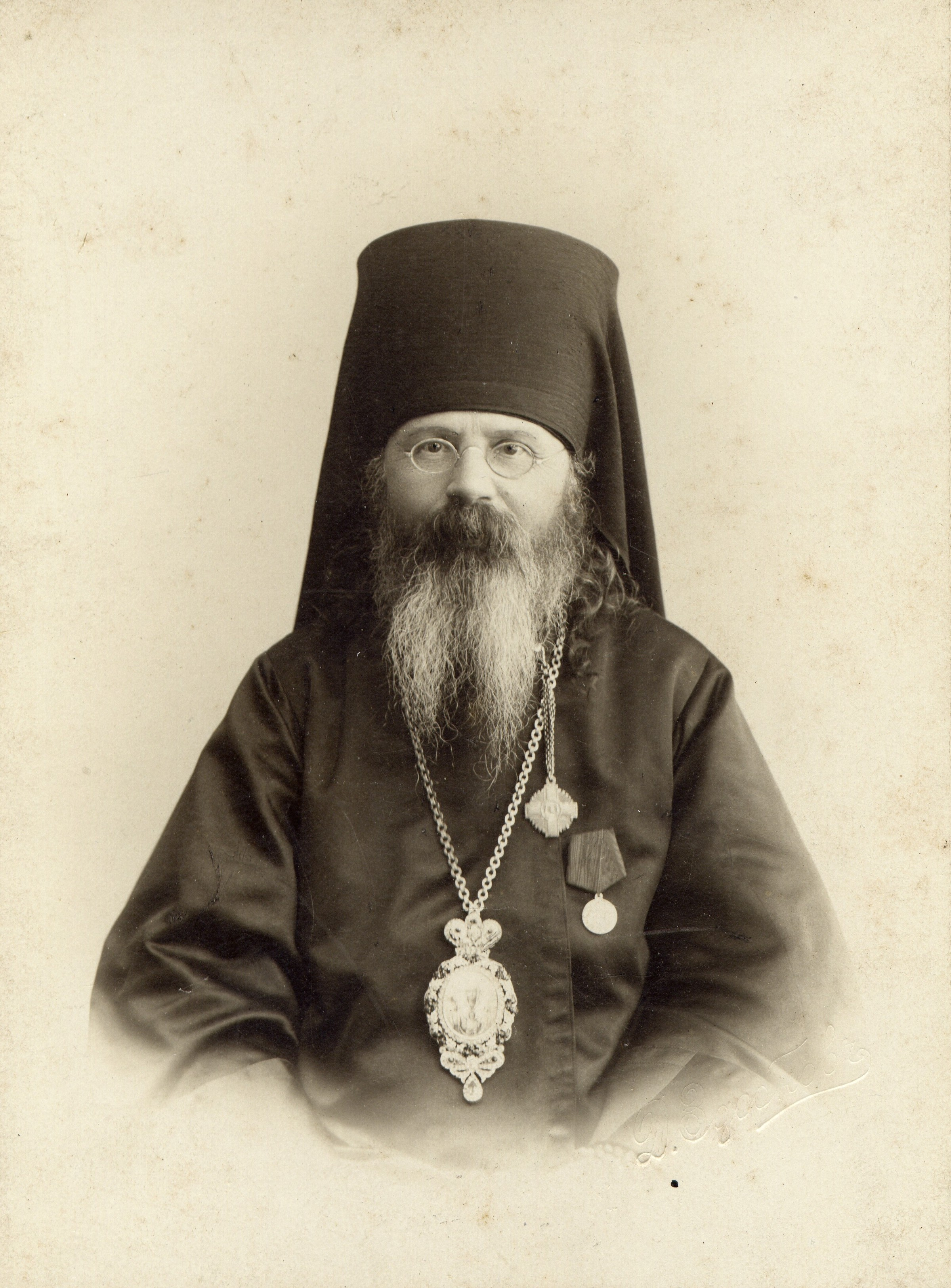
Іоанн (Смирнов)

- Сильвестр (Лебединський) (17 грудня 1803 — 25 січня 1807)
- Феофан Шиянов-Чернявський (25 січня 1807 — 24 січня 1812)
- Анатолій Максимович (31 березня 1812 — 7 лютого 1816)
- Мефодій (Пишнячевський) (7 лютого 1816 — 27 червня 1824)
- Ящуржинський Георгій (24 серпня 1824 — 16 серпня 1830)
- Нафанаїл (Павловський)[ru] (8 вересня 1830 — 12 травня 1834)
- Гедеон (Вишневський)[ru] (29 липня 1834 — 11 жовтня 1849)
- Єремія Соловйов (20 листопада 1849 — 19 грудня 1850)
- Нафанаїл (Савченко) (19/26 грудня 1850 — 13 вересня 1860)
- Олександр (Павлович) (13 вересня 1860 — 9 листопада 1862)
- Іоан (Петін) (23 грудня 1862 — 14 листопада 1887)
- Іларіон (Юшенов) (14 листопада 1887 — 18 січня 1904) від 3 липня 1886 — в/у, єп. Прилуцький
- Іоанн (Смирнов) (4 лютого 1904 — 13 серпня 1910)
- Назарія (Кирилов) (13 серпня 1910 — 8 березня 1913)
- Феофан (Бистров) (8 березня 1913—1919)
- Сильвестр (Ольшевський) (1 червня — 1 серпня 1914) в/у, єп. Прилуцький
- Даміан (Воскресенський) (29 квітня 1918—1920)
- Парфеній (Левицький) (1920—1921) в/у, архієпископ Тульський на покої
- Григорій (Лісовський) (жовтня 1921 — 17 березня 1927) до 1923 — в/у, єп. Лубенський
- Даміан (Воскресенський) (травень 1927 — 8 травня 1928)
- Сергій (Гришин) (18 травня 1928 — 3 квітня 1932)
- Миколай (Пирський) (13 травня 1932 — 9 червня 1935)
- Тихон (Русинов) (27 липня 1935 — березень 1937)

## У XX-XXI століттях
Після революції 1917 року і пізніше в Україні з’явилося кілька паралельних православних юрисдикцій, які рукопокладали єпископів Переяславських, тож єдиний порядковий перелік неможливий.

### Польська православна церква
У складі Польської православної церкви у 1942-1944 існувала Українська автокефальна православна церква, яка, по-суті, була архієпархією ППЦ.
- Мстислав (Скрипник) (14 травня 1942 — 12 жовтня 1947, далі став титулуватися Вінніпезьким і Канадським)

### Російська православна церква

#### Український екзархат

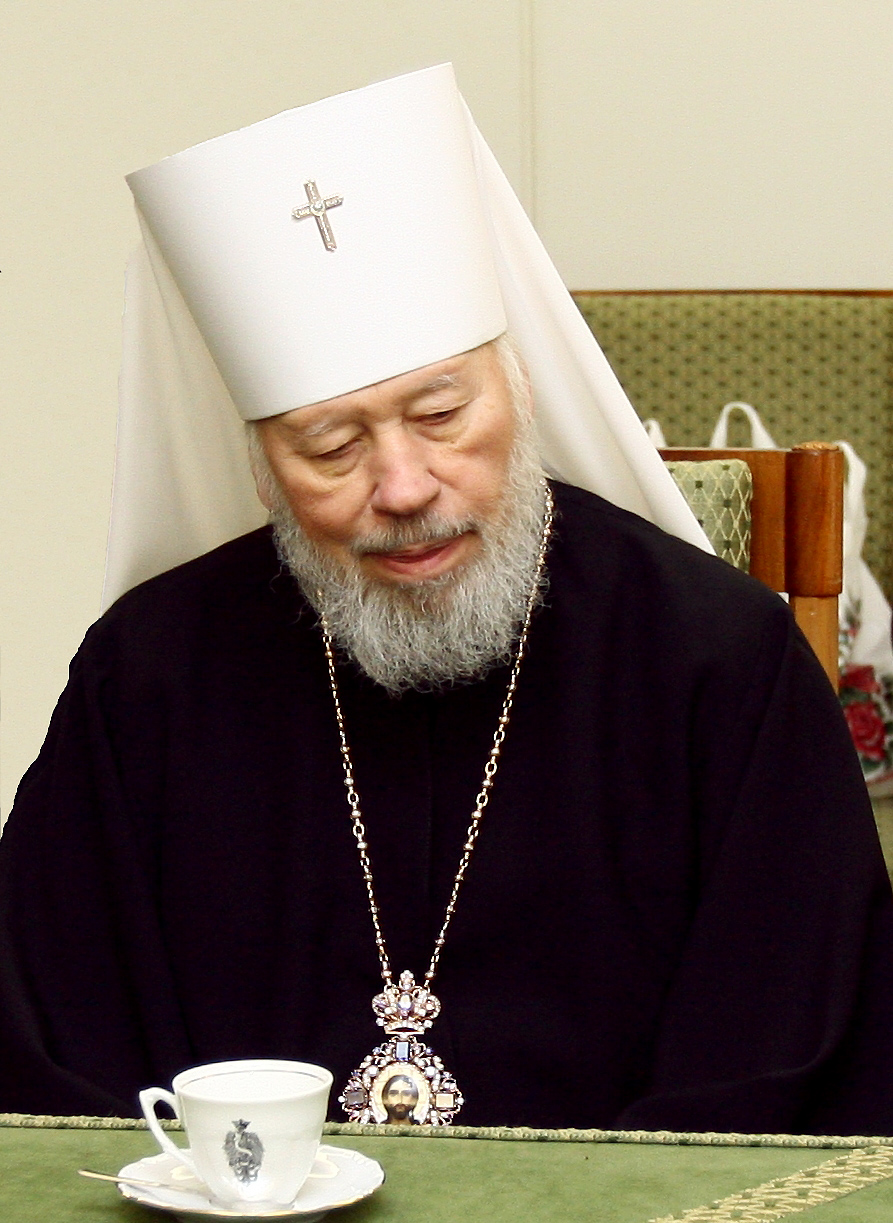
Володимир (Сабодан)

У 1920-тих існував Переяславський вікаріат Київської єпархії, який у 1950-тих був поновлений як Переяслав-Хмельницький.
- Петро (Киреєв) (не раніше вересня 1922 — не пізніше січня 1923)
- Нестор (Тугай) (11 листопада 1954 — 16 березня 1961)
- Боголеп (Анцух) (5 лютого — 25 травня 1965)
- Феодосій (Дикун) (4 червня — 7 жовтня 1967)
- Володимир (Сабодан) (28 листопада 1968 — 20 березня 1969)
- Савва (Бабинець) (30 березня 1969 — 2 лютого 1972)
- Варлаам (Ільющенко) (22 жовтня 1972 — 18 березня 1977)
- Антоній (Москаленко) (13 жовтня 1985 — 30 грудня 1986)
- Палладій (Шиман) (8 лютого 1987 — 30 листопада 1988)
- Іонафан (Єлецьких) (з 23 квітня 1989)

#### Українська православна церква (Московського патріархату)

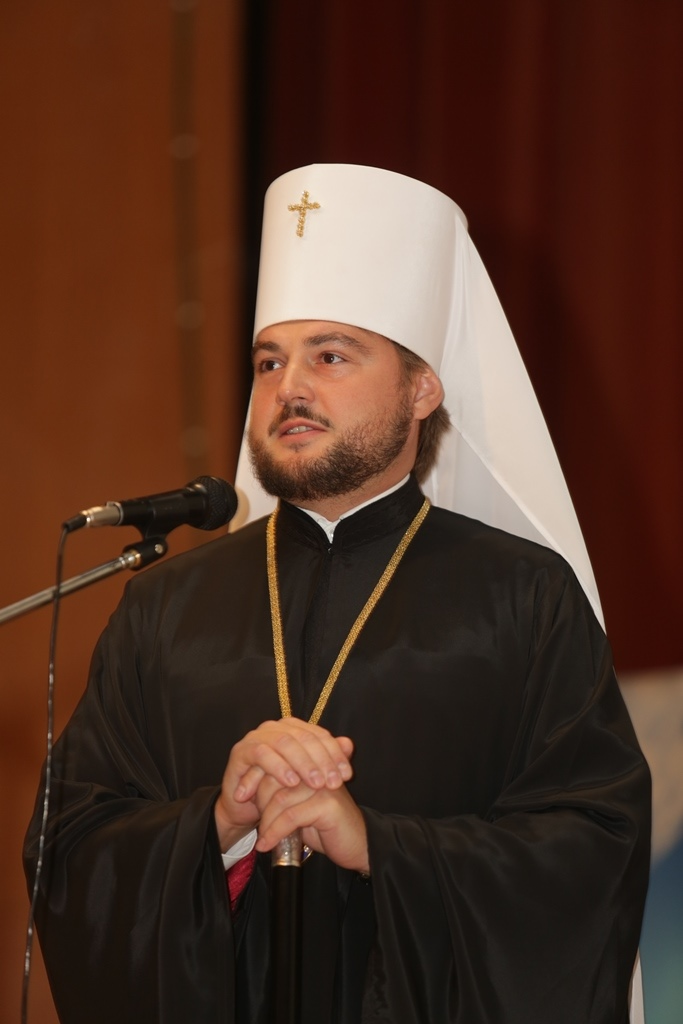
Олександр (Драбинко)

- Іонафан (Єлецьких) (до 23 квітня 1991)
- Аліпій (Погребняк) (23 червня — 28 травня 1992, не прийняв призначення)
- Антоній (Фіалко) (27 липня 1992 — 22 червня 1993)
- Іоанн (Сіопко) (13 грудня 1996 — 26 липня 2000)
- Митрофан (Юрчук) (30 липня 2000 — 31 травня 2007)
- Олександр (Драбинко) (19 грудня 2007 — 17 грудня 2018)
- Діонісій (Пилипчук) (19 грудня 2018 — нині)

### Православна церква України
Переяславська єпархія:
- Епіфаній (Думенко), митропролит Київський (керуючий єпархією з 15 грудня 2018)

Переяславська і Вишневська єпархія:
- Олександр (Драбинко) (з березня 2019)

## Канонічно ізольовані церкви
Ієрархія церков, що не мали євхаристійного спілкування з жодною іншою визнаною православною церквою.

### УАПЦ (Липківського)
В УАПЦ (Липківського) у 1918-1920-тих не було єпископів із титулом «Переяславський».

### УАПЦ (1989-2018)
Вікарний титул «Переяславський і Січеславський» носили:
- Антоній (Масендич) (25 січня 1992 — 17 жовтня 1992, відлучений від УАПЦ патріархом Мстиславом (Скрипником), згодом перейшов у РПЦ)
- Димитрій (Ярема) (5 вересня 1993 — 7 вересня 1993, став патріархом Київським)

### Українська православна церква Київського патріархату
Переяслав-Хмельницький вікаріат:

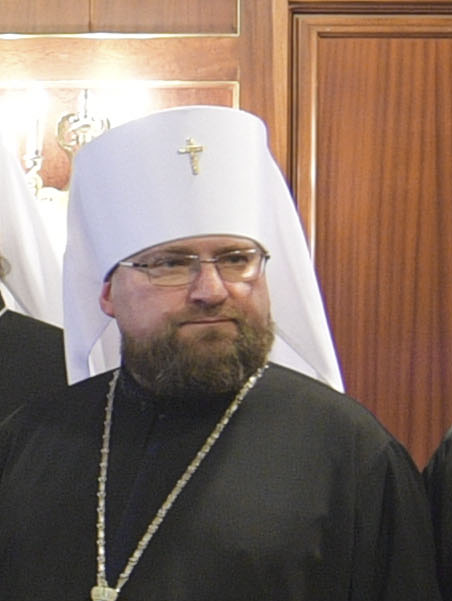
Димитрій (Рудюк)

- Спиридон (Бабський) (7 червня 1992 — 25 липня 1992])
- Антоній (Масендич) (9 вересня 1992 — 25 грудня 1993)
- Нестор (Куліш) (1995-1997)
- Димитрій (Рудюк) (16 червня 2000- 21 жовтня 2009)

Переяславська єпархія:
- Димитрій (Рудюк) (21 жовтня 2009 - 27 липня 2010)
- Епіфаній (Думенко) (27 липня 2010 — 15 грудня 2018)

У жовтні 2018 єпархія була прийнята в юрисдикцію Константинопольської православної церкви і, таким чином, вийшла з канонічної ізоляції. 15 грудня 2018 єпархія увійшла у Православну церкву України, а митрополит Епіфаній був обраний митрополитом Київським і всієї України, предстоятелем ПЦУ, але лишився також керувати Переяславською єпархією ПЦУ.
9 травня 2018 Філарет (Денисенко) заявив, що Українська православна церква Київського патріархату досі існує.
- Андрій (Маруцак), архієпископ Переяславський і Білоцерківський [2](14 грудня 2019 — нині)

### Істинно-православні юрисдикції
- Володимир (Вільде), єпископ Переяславський і Богуславський (8 вересня 2011 — нині). Спершу був у складі Російської істинно-православної церкви Кіріака (Темерциді), потім створив власну юрисдикцію і, зрештою, приєднався до однієї з груп грецьких старостильників. Активний прихильник ЛГБТ-руху[3].